# Habib Essid

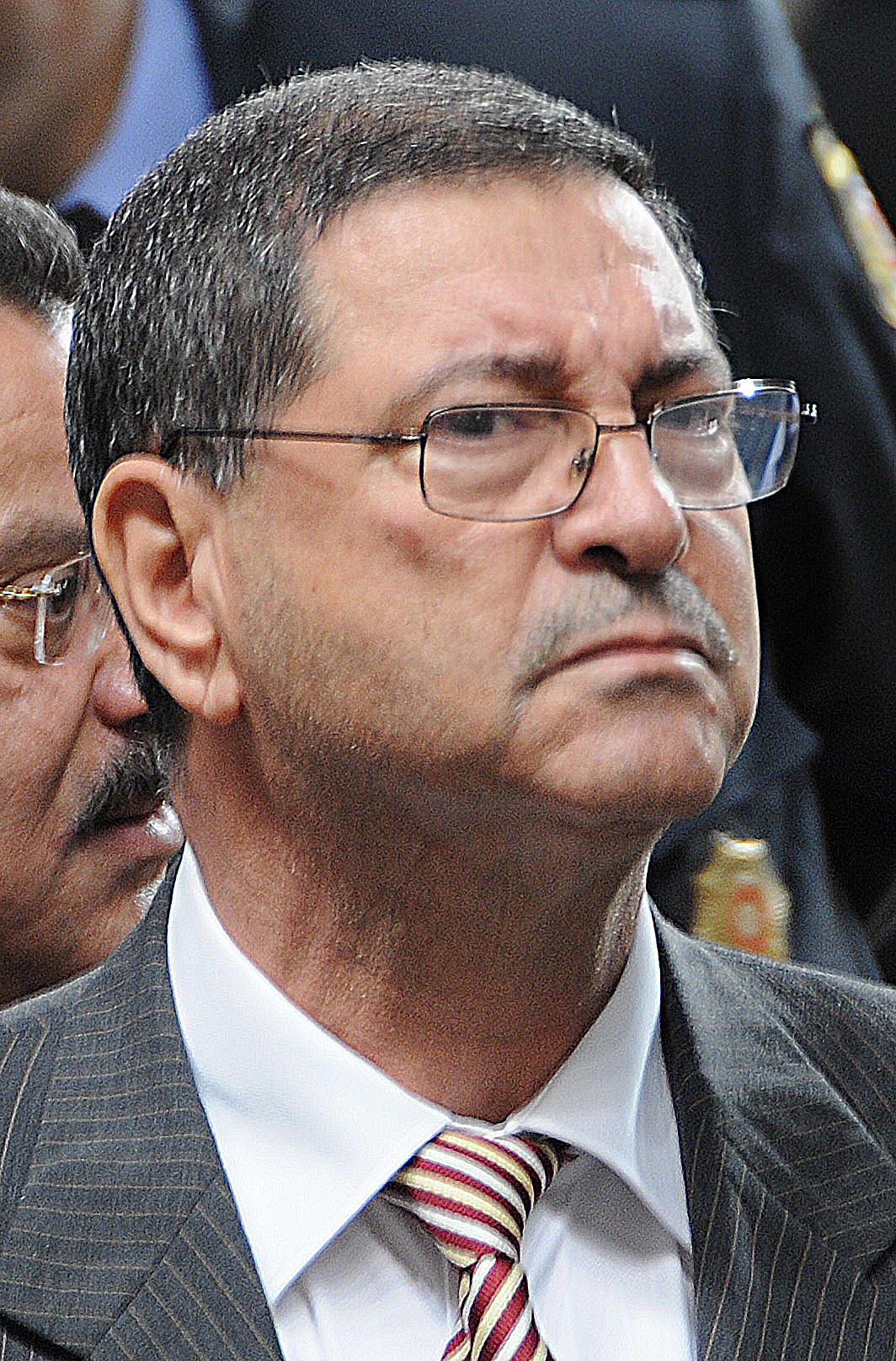
Habib Essid

Habib Essid (Sousse, 1 juni 1949) is een Tunesisch econoom, veiligheidsexpert en politicus zonder partij. Hij was van 6 februari 2015 tot 27 augustus 2016 premier van Tunesië onder president Beji Caid Essebsi.

## Biografie
Essid behaalde zijn master in economie aan de Universiteit van Tunis en voegde daar ook een masteropleiding in agrarische economie aan de Universiteit van Minnesota aan toe.
Hij begon zijn carrière in de publieke sector en werkte onder meer op het ministerie van Landbouw. In 1993 werd hij benoemd tot directeur van het kabinet bij het ministerie van Landbouw en hij bleef in deze functie tot 1997. Hij diende later als voorzitter bij het ministerie van Binnenlandse Zaken. In 2001 werd hij benoemd tot staatssecretaris van Visserij en later als staatssecretaris van Milieu. Van 2004 tot 2010 bekleedde Habib Essid de functie van uitvoerend directeur van de Internationale Olijfolieraad met hoofdkantoor in Madrid.
Na de Jasmijnrevolutie werd hij op 28 maart 2011 benoemd als minister van Binnenlandse Zaken in de interim-regering van premier Beji Caid Essebsi. Na de verkiezingen van 23 oktober 2011 stelde de pas nieuwe verkozen premier Hamadi Jebali hem aan als veiligheidsadviseur.

### Premierschap
Na de parlementsverkiezingen van 26 oktober 2014 werd er na lang onderhandelen, mede omdat er nog presidentverkiezingen moesten komen op 5 januari 2015, een kandidaat premier voorgesteld, Essid werd genomineerd  door de partij Nidaa Tounes en gevraagd om een nieuwe regering te vormen. Aanvankelijk vormde hij een minderheidsregering, bestaande uit twee politieke partijen: Nidaa Tounes en de Vrije Patriottische Unie. Direct na de aankondiging verwierpen  alle uitgesloten politieke partijen de formatie, waardoor Essid niet aan de vereiste 109 zetels kwam om het vertrouwen te krijgen. Op 2 februari 2015 kondigde de nieuw benoemde premier een  nieuwe coalitieregering aan: door de islamitische Ennahda partij en het liberale Afek Tounes mee in de regering te krijgen, verwierf Essid zo een ruime meerderheid in het parlement. Op 5 februari 2015 werd Essids kabinet goedgekeurd door het parlement. Het kabinet werd  de volgende dag beëdigd.
Op 30 juli 2016 nam het parlement een motie van wantrouwen aan tegen de regering, die verweten werd te weinig te doen aan de economische crisis die het land heeft getroffen sinds de islamitische aanslagen en het wegblijven van de toeristen.